# Thure Ahlqvist
Thure Ahlqvist (n. 20 aprilie 1907, Borås, Älvsborg County⁠(d), Suedia – d. 20 martie 1983, Borås, Älvsborg County⁠(d), Suedia) a fost un boxer ce a reprezentat Suedia, medaliat olimpic. A participat la o ediție a Jocurilor Olimpice (1932) în care a câștigat o medalie de argint.

## Participări
Lista de mai jos prezintă principalele competiții la care a participat Thure Ahlqvist de-a lungul carierei.
- boxing at the 1932 Summer Olympics – lightweight[*]